# 堆子梁镇
堆子梁镇，是中华人民共和国陕西省榆林市定边县下辖的一个乡镇级行政单位。

## 行政区划
堆子梁镇下辖以下地区：
堆子梁村、西关村、红沙梁村、石庄村、仓房梁村、白土岗子村、小滩子村、小海子村、营盘梁村、庙湾村和王滩子村。